# Bộ trưởng Ngoại giao (Nhật Bản)
Bộ trưởng Ngoại giao (外務大臣 (Ngoại vụ Đại thần) Gaimu Daijin) của Nhật Bản là thành viên nội các chịu trách nhiệm về chính sách đối ngoại của Nhật Bản và là giám đốc điều hành của Bộ Ngoại giao Nhật Bản.
Kể từ khi kết thúc sự chiếm đóng của Mỹ ở Nhật Bản, chức vụ Bộ trưởng Ngoại giao đã trở thành một trong những chức vụ có quyền lực nhất trong Nội các, vì các lợi ích kinh tế của Nhật Bản từ lâu vẫn nhờ vào các mối quan hệ bên ngoài. Những nỗ lực gần đây của cựu Thủ tướng Koizumi Junichirō để thiết lập một chính sách đối ngoại người theo chủ nghĩa can thiệp nhiều hơn cũng đã nâng cao tầm quan trọng của chức vụ này.

## Danh sách Bộ trưởng
- Những người có tên in đậm là những người trước, kiêm và sau khi làm Thủ tướng

### 内閣制以前・Nội các Chế dĩ tiền (Trước khi thực thi hệ thống nội các)
| Ngoại quốc Sự vụ Tổng tài |                            |                           |                                                      |                       |
| TT                        | Ngoại quốc Sự vụ Tổng tài  | Ngoại quốc Sự vụ Tổng tài | Nhiệm kỳ                                             | Xuất thân             |
| ‐                         | Vương tước Komatsu Akihito |                           | 9 tháng 1 năm Khánh Ứng thứ 4 (2 tháng 2 năm 1868)   | Hoàng tộc             |
| Ngoại quốc Sự vụ Tổng đốc |                            |                           |                                                      |                       |
| TT                        | Ngoại quốc Sự vụ Tổng đốc  | Ngoại quốc Sự vụ Tổng đốc | Nhiệm kỳ                                             | Xuất thân             |
| ‐                         | Vương tước Yamashina Akira |                           | 17 tháng 1 năm Khánh Ứng thứ 4 (10 tháng 2 năm 1868) | Hoàng tộc             |
| ‐                         | Sanjō Sanetomi             |                           | 17 tháng 1 năm Khánh Ứng thứ 4 (10 tháng 2 năm 1868) | Công gia              |
| ‐                         | Date Munenari              |                           | 17 tháng 1 năm Khánh Ứng thứ 4 (10 tháng 2 năm 1868) | Phiên chủ Uwajima     |
| ‐                         | Higashikuze Michiyoshi     |                           | 17 tháng 1 năm Khánh Ứng thứ 4 (10 tháng 2 năm 1868) | Công gia              |
| ‐                         | Sawa Nobuyoshi             | フレームなし              | 25 tháng 1 năm Khánh Ứng thứ 4 (18 tháng 2 năm 1868) | Công gia              |
| Ngoại quốc Sự vụ Cục đốc  |                            |                           |                                                      |                       |
| TT                        | Ngoại quốc Sự vụ Cục đốc   | Ngoại quốc Sự vụ Cục đốc  | Nhiệm kỳ                                             | Xuất thân             |
| ‐                         | Vương tước Yamashina Akira |                           | 20 tháng 2 năm Khánh Ứng thứ 4 (13 tháng 3 năm 1868) | Hoàng tộc             |
| Ngoại quốc Quan tri sự    |                            |                           |                                                      |                       |
| TT                        | Ngoại quốc Quan tri sự     | Ngoại quốc Quan tri sự    | Nhiệm kỳ                                             | Xuất thân             |
| -                         | Date Munenari              |                           | 21 tháng 4 năm Khánh Ứng thứ 4 (11 tháng 6 năm 1868) | Phiên chủ Uwajima     |
| -                         | Sawa Nobuyoshi             |                           | 26 tháng 6 năm Minh Trị thứ 2 (3 tháng 8 năm 1869)   | Công gia              |
| Ngoại vụ khanh            |                            |                           |                                                      |                       |
| TT                        | Ngoại vụ khanh             | Ngoại vụ khanh            | Nhiệm kỳ                                             | Xuất thân             |
| 1                         | Sawa Nobuyoshi             |                           | 8 tháng 8 năm Minh Trị thứ 2 (15 tháng 8 năm 1869)   | Hoa tộc               |
| 2                         | Iwakura Tomomi             |                           | 14 tháng 7 năm Minh Trị thứ 4 (29 tháng 8 năm 1871)  | Hoa tộc, Đại Nạp ngôn |
| 3                         | Soejima Taneomi            |                           | 11 tháng 4 năm Minh Trị thứ 4 (15 tháng 12 năm 1871) | Phiên Saga            |
| Ngoại vụ Sự vụ Tổng tài   |                            |                           |                                                      |                       |
| TT                        | Ngoại vụ Sự vụ Tổng tài    | Ngoại vụ Sự vụ Tổng tài   | Nhiệm kỳ                                             | Xuất thân             |
| 3                         | Soejima Taneomi            |                           | 13 tháng 10 năm 1873                                 | Phiên Saga            |
| Ngoại vụ khanh            |                            |                           |                                                      |                       |
| TT                        | Ngoại vụ khanh             | Ngoại vụ khanh            | Nhiệm kỳ                                             | Xuất thân             |
| 4                         | Terashima Munenori         |                           | 28 tháng 10 năm 1873                                 | Cựu Mạc thần          |
| 5                         | Inoue Kaoru                |                           | 10 tháng 9 năm 1879                                  | Phiên Choshu          |

### 内閣制施行以後・Nội các Chế thi Hàng dĩ hậu (Sau khi thực thi hệ thống nội các)
| Ngoại giao Đại thần (Daijo-kan số 69 ・ Thái Chính quan đạt Đại 69 hào)                       |                    |                                                            |                                                                                                | |                                                      |
| TT                                                                                            | Đại thần           | Đại thần                                                   | Nội các                                                                                        | Nhiệm kỳ | Xuất thân                                            |
| 5                                                                                             | Inoue Kaoru        |                                                            | Nội các Itō lần 1                                                                              | 22 tháng 12 năm 1885 | Phiên Choshu                                         |
| 6                                                                                             | Itō Hirobumi       |                                                            | Nội các Itō lần 1                                                                              | 17 tháng 9 năm 1887 ※Kiêm nhiệm cùng chức Thủ tướng                                                                            | Phiên Choshu                                         |
| 7                                                                                             | Ōkuma Shigenobu    |                                                            | Nội các Itō lần 1                                                                              | 1 tháng 2 năm 1888 | Lập hiến Cải chính đảng                              |
| 7                                                                                             | Ōkuma Shigenobu    | Nội các Kuroda                                             | 30 tháng 4 năm 1888                                                                            | | Lập hiến Cải chính đảng                              |
| 8                                                                                             | Aoki Shūzō         |                                                            | Nội các Yamagata lần 1                                                                         | 24 tháng 12 năm 1889 | Ngoại vụ tỉnh                                        |
| 8                                                                                             | Aoki Shūzō         | Nội các Matsukata lần 1                                    | 6 tháng 5 năm 1891                                                                             | | Ngoại vụ tỉnh                                        |
| 9                                                                                             | Enomoto Takeaki    | Nội các Matsukata lần 1                                    |                                                                                                | 29 tháng 5 năm 1891 | Cựu Mạc thần                                         |
| 10                                                                                            | Mutsu Munemitsu    |                                                            | Nội các Itō lần 2                                                                              | 8 tháng 8 năm 1892 | Phiên Kishū                                          |
| 11                                                                                            | Saionji Kinmochi   |                                                            | Nội các Itō lần 2                                                                              | 30 tháng 5 năm 1896 ※Kiêm nhiệm cùng chức Văn bộ Đại thần                                                                      | Cựu Công gia                                         |
| 11                                                                                            | Saionji Kinmochi   | Nội các Matsukata lần 2                                    | 18 tháng 9 năm 1896 ※Kiêm nhiệm cùng chức Văn bộ Đại thần                                      | | Cựu Công gia                                         |
| 12                                                                                            | Ōkuma Shigenobu    | Nội các Matsukata lần 2                                    |                                                                                                | 22 tháng 9 năm 1896 | Tiến bộ đảng                                         |
| 13                                                                                            | Nishi Tokujirō     | Nội các Matsukata lần 2                                    |                                                                                                | 6 tháng 11 năm 1897 | Ngoại vụ tỉnh                                        |
| 13                                                                                            | Nishi Tokujirō     | Nội các Itō lần 3                                          | 12 tháng 1 năm 1898                                                                            | | Ngoại vụ tỉnh                                        |
| Ngoại vụ Đại thần (Hệ thống Chính phủ Ngoại vụ tỉnh (Sắc lệnh số 258 năm 1898))               |                    |                                                            |                                                                                                | |                                                      |
| TT                                                                                            | Đại thần           | Đại thần                                                   | Nội các                                                                                        | Nhiệm kỳ | Xuất thân                                            |
| 14                                                                                            | Ōkuma Shigenobu    |                                                            | Nội các Ōkuma lần 1                                                                            | 30 tháng 6 năm 1898 ※Kiêm nhiệm cùng chức Thủ tướng                                                                            | Hiến Chính đảng                                      |
| 15                                                                                            | Aoki Shūzō         |                                                            | Nội các Yamagata lần 2                                                                         | 8 tháng 11 năm 1898 | Ngoại vụ tỉnh                                        |
| 16                                                                                            | Katō Takaaki       |                                                            | Nội các Itō lần 1                                                                              | 19 tháng 10 năm 1900 | Ngoại vụ tỉnh                                        |
| 17                                                                                            | Sone Arasuke       |                                                            | Nội các Katsura lần 1                                                                          | 2 tháng 6 năm 1901 ※Quyền Bộ trưởng ※Kiêm Bộ trưởng Tài chính                                                                  | Phiên Choshu                                         |
| 18                                                                                            | Komura Jutarō      |                                                            | Nội các Katsura lần 1                                                                          | 21 tháng 9 năm 1901 | Ngoại vụ tỉnh                                        |
| 19                                                                                            | Katō Takaaki       |                                                            | Nội các Saionji lần 1                                                                          | 7 tháng 1 năm 1906 | Ngoại vụ tỉnh                                        |
| 20                                                                                            | Saionji Kinmochi   |                                                            | Nội các Saionji lần 1                                                                          | 3 tháng 3 năm 1906 ※Quyền Bộ trưởng ※Kiêm nhiệm cùng chức Thủ tướng ※Kiêm Bộ trưởng Giáo dục（- đến ngày 27 tháng 3 năm 1906） | Lập hiến Chính hữu hội                               |
| 21                                                                                            | Hayashi Tadasu     |                                                            | Nội các Saionji lần 1                                                                          | 19 tháng 5 năm 1906 | Cựu Mạc thần                                         |
| 22                                                                                            | Terauchi Masatake  |                                                            | Nội các Katsura lần 2                                                                          | 14 tháng 7 năm 1908 ※Quyền Bộ trưởng ※Kiêm Bộ trưởng Chiến tranh                                                               | Lục quân                                             |
| 23                                                                                            | Komura Jutarō      |                                                            | Nội các Katsura lần 2                                                                          | 27 tháng 8 năm 1908 | Ngoại vụ tỉnh                                        |
| 24                                                                                            | Uchida Kōsai       |                                                            | Nội các Saionji lần 2                                                                          | 30 tháng 8 năm 1911 | Ngoại vụ tỉnh                                        |
| 25                                                                                            | Katsura Tarō       |                                                            | Nội các Katsura lần 3                                                                          | 21 tháng 12 năm 1912 ※Kiêm nhiệm cùng chức Thủ tướng                                                                           | Lục quân                                             |
| 26                                                                                            | Katō Takaaki       |                                                            | Nội các Katsura lần 3                                                                          | 29 tháng 1 năm 1913 | Ngoại vụ tỉnh                                        |
| 27                                                                                            | Makino Nobuaki     |                                                            | Nội các Yamamoto lần 1                                                                         | 20 tháng 2 năm 1913 | Ngoại vụ tỉnh                                        |
| 28                                                                                            | Katō Takaaki       |                                                            | Nội các Ōkuma lần 2                                                                            | 16 tháng 4 năm 1914 | Ngoại vụ tỉnh                                        |
| 29                                                                                            | Ōkuma Shigenobu    |                                                            | Nội các Ōkuma lần 2                                                                            | 10 tháng 8 năm 1915 ※Kiêm nhiệm cùng chức Thủ tướng                                                                            | Hội Kōyū                                             |
| 30                                                                                            | Ishii Kikujirō     |                                                            | Nội các Ōkuma lần 2                                                                            | 13 tháng 10 năm 1915 | Ngoại vụ tỉnh                                        |
| 31                                                                                            | Terauchi Masatake  |                                                            | Nội các Terauchi                                                                               | 9 tháng 10 năm 1916 ※Quyền Bộ trưởng ※Kiêm nhiệm cùng chức Thủ tướng và Bộ trưởng Tài chính                                    | Lục quân                                             |
| 32                                                                                            | Motono Ichirō      |                                                            | Nội các Terauchi                                                                               | 21 tháng 11 năm 1916 | Ngoại vụ tỉnh                                        |
| 33                                                                                            | Gotō Shinpei       |                                                            | Nội các Terauchi                                                                               | 23 tháng 4 năm 1918 | Nội vụ tỉnh                                          |
| 34                                                                                            | Uchida Kōsai       |                                                            | Nội các Hara                                                                                   | 29 tháng 9 năm 1918 ※Kiêm nhiệm cùng chức quyền Thủ tướng (4 tháng 11 năm 1921 -)                                              | Ngoại vụ tỉnh                                        |
| 34                                                                                            | Uchida Kōsai       | Nội các Takahashi                                          | 13 tháng 11 năm 1921                                                                           | | Ngoại vụ tỉnh                                        |
| 34                                                                                            | Uchida Kōsai       | Nội các Katō Tomosaburō                                    | 12 tháng 6 năm 1922 ※Kiêm nhiệm cùng chức quyền Thủ tướng (25 tháng 8 năm 1923 -)              | | Ngoại vụ tỉnh                                        |
| 35                                                                                            | Yamamoto Gonbee    |                                                            | Nội các Yamamoto lần 2                                                                         | 2 tháng 9 năm 1923 ※Kiêm nhiệm cùng chức Thủ tướng                                                                             | Hải quân                                             |
| 36                                                                                            | Ijūin Hikoyoshi    |                                                            | Nội các Yamamoto lần 2                                                                         | 19 tháng 9 năm 1923 | Ngoại vụ tỉnh                                        |
| 37                                                                                            | Matsui Keishirō    |                                                            | Nội các Kiyoura                                                                                | 7 tháng 1 năm 1924 | Ngoại vụ tỉnh                                        |
| 38                                                                                            | Shidehara Kijūrō   |                                                            | Nội các Katō Takaaki                                                                           | 11 tháng 6 năm 1924 | Ngoại vụ tỉnh                                        |
| 38                                                                                            | Shidehara Kijūrō   | Nội các Wakatsuki lần 1                                    | 30 tháng 1 năm 1926                                                                            | | Ngoại vụ tỉnh                                        |
| 39                                                                                            | Tanaka Giichi      |                                                            | Nội các Tanaka Giichi                                                                          | 20 tháng 4 năm 1927 ※Kiêm nhiệm cùng chức Thủ tướng, Bộ trưởng Nội vụ và Bộ trưởng Thuộc địa                                   | Lập hiến Chính hữu hội                               |
| 40                                                                                            | Shidehara Kijūrō   |                                                            | Nội các Hamaguchi                                                                              | 2 tháng 7 năm 1929 | Ngoại vụ tỉnh                                        |
| 40                                                                                            | Shidehara Kijūrō   | Nội các Wakatsuki lần 2                                    | 14 tháng 4 năm 1931                                                                            | | Ngoại vụ tỉnh                                        |
| 41                                                                                            | Inukai Tsuyoshi    |                                                            | Nội các Inukai                                                                                 | 13 tháng 12 năm 1931 ※Kiêm nhiệm cùng chức Thủ tướng                                                                           | Lập hiến Chính hữu hội                               |
| 42                                                                                            | Yoshizawa Kenkichi |                                                            | Nội các Inukai                                                                                 | 14 tháng 1 năm 1932 | Lập hiến Chính hữu hội                               |
| 43                                                                                            | Saitō Makoto       |                                                            | Nội các Saitō                                                                                  | 26 tháng 5 năm 1932 | Hải quân                                             |
| 44                                                                                            | Uchida Kōsai       |                                                            | Nội các Saitō                                                                                  | 6 tháng 7 năm 1932 | Ngoại vụ tỉnh                                        |
| 45                                                                                            | Hirota Kōki        |                                                            | Nội các Saitō                                                                                  | 14 tháng 9 năm 1933 | Ngoại vụ tỉnh                                        |
| 45                                                                                            | Hirota Kōki        | Nội các Okada                                              | 8 tháng 7 năm 1934                                                                             | | Ngoại vụ tỉnh                                        |
| 45                                                                                            | Hirota Kōki        | Nội các Hirota                                             | 9 tháng 3 năm 1936 ※Kiêm nhiệm cùng chức Thủ tướng                                             | | Ngoại vụ tỉnh                                        |
| 46                                                                                            | Arita Hachirō      | Nội các Hirota                                             |                                                                                                | 2 tháng 4 năm 1936 | Ngoại vụ tỉnh                                        |
| 47                                                                                            | Hayashi Senjūrō    |                                                            | Nội các Hayashi                                                                                | 2 tháng 2 năm 1937 ※Kiêm nhiệm cùng chức Thủ tướng và Bộ trưởng Giáo dục                                                       | Lục quân                                             |
| 48                                                                                            | Satō Naotake       |                                                            | Nội các Hayashi                                                                                | 3 tháng 3 năm 1937 | Ngoại vụ tỉnh                                        |
| 49                                                                                            | Hirota Kōki        |                                                            | Nội các Konoe lần 1                                                                            | 4 tháng 6 năm 1937 | Ngoại vụ tỉnh                                        |
| 50                                                                                            | Ugaki Kazushige    |                                                            | Nội các Konoe lần 1                                                                            | 26 tháng 5 năm 1938 | Lục quân                                             |
| 51                                                                                            | Konoe Fumimaro     |                                                            | Nội các Konoe lần 1                                                                            | 30 tháng 9 năm 1938 ※Kiêm nhiệm cùng chức Thủ tướng và Bộ trưởng Thuộc địa                                                     | Quý tộc viện                                         |
| 52                                                                                            | Arita Hachirō      |                                                            | Nội các Konoe lần 1                                                                            | 29 tháng 10 năm 1938 | Ngoại vụ tỉnh                                        |
| 52                                                                                            | Arita Hachirō      | Nội các Hiranuma                                           | 5 tháng 1 năm 1939                                                                             | | Ngoại vụ tỉnh                                        |
| 53                                                                                            | Abe Nobuyuki       |                                                            | Nội các Abe Nobuyuki                                                                           | 30 tháng 8 năm 1939 ※Kiêm nhiệm cùng chức Thủ tướng                                                                            | Lục quân                                             |
| 54                                                                                            | Nomura Kichisaburō |                                                            | Nội các Abe Nobuyuki                                                                           | 25 tháng 9 năm 1939 | Hải quân                                             |
| 55                                                                                            | Arita Hachirō      |                                                            | Nội các Yonai                                                                                  | 16 tháng 1 năm 1940 | Ngoại vụ tỉnh                                        |
| 56                                                                                            | Matsuoka Yōsuke    |                                                            | Nội các Konoe lần 2                                                                            | 22 tháng 7 năm 1940 | Ngoại vụ tỉnh                                        |
| 57                                                                                            | Toyoda Teijirō     |                                                            | Nội các Konoe lần 3                                                                            | 18 tháng 7 năm 1941 ※Kiêm nhiệm cùng chức Bộ trưởng Thuộc địa                                                                  | Hải quân                                             |
| 58                                                                                            | Tōgō Shigenori     |                                                            | Nội các Tōjō                                                                                   | 18 tháng 10 năm 1941 ※Kiêm nhiệm cùng chức Bộ trưởng Thuộc địa                                                                 | Ngoại vụ tỉnh                                        |
| 59                                                                                            | Tōjō Hideki        |                                                            | Nội các Tōjō                                                                                   | 1 tháng 9 năm 1942 ※Kiêm nhiệm cùng chức Thủ tướng và Bộ trưởng Chiến tranh                                                    | Lục quân                                             |
| 60                                                                                            | Tani Masayuki      |                                                            | Nội các Tōjō                                                                                   | 17 tháng 9 năm 1942 | Ngoại vụ tỉnh                                        |
| 61                                                                                            | Shigemitsu Mamoru  |                                                            | Nội các Tōjō                                                                                   | 20 tháng 4 năm 1943 | Ngoại vụ tỉnh                                        |
| 61                                                                                            | Shigemitsu Mamoru  | Nội các Koiso                                              | 22 tháng 7 năm 1944                                                                            | | Ngoại vụ tỉnh                                        |
| 62                                                                                            | Suzuki Kantarō     |                                                            | Nội các Suzuki Kantarō                                                                         | 7 tháng 4 năm 1945 ※Kiêm nhiệm cùng chức Thủ tướng và Bộ trưởng Đại Đông Á                                                     | Hải quân                                             |
| 63                                                                                            | Tōgō Shigenori     |                                                            | Nội các Suzuki Kantarō                                                                         | 9 tháng 4 năm 1945 ※Kiêm nhiệm cùng chức Bộ trưởng Đại Đông Á                                                                  | Ngoại vụ tỉnh                                        |
| 64                                                                                            | Shigemitsu Mamoru  |                                                            | Nội các Hirashikuni                                                                            | 17 tháng 8 năm 1945 ※Kiêm nhiệm cùng chức Bộ trưởng Đại Đông Á                                                                 | Ngoại vụ tỉnh                                        |
| 65                                                                                            | Yoshida Shigeru    |                                                            | Nội các Hirashikuni                                                                            | 15 tháng 9 năm 1945 | Ngoại vụ tỉnh                                        |
| 65                                                                                            | Yoshida Shigeru    | Nội các Shindehara                                         | 9 tháng 10 năm 1945                                                                            | | Ngoại vụ tỉnh                                        |
| 65                                                                                            | Yoshida Shigeru    | Nội các Yoshida lần 1                                      | 22 tháng 5 năm 1946 ※Kiêm nhiệm cùng chức Thủ tướng                                            | Đảng Tự do Nhật Bản |                                                      |
| 66                                                                                            | Katayama Tetsu     |                                                            | Nội các Katayama                                                                               | 24 tháng 5 năm 1947 ※Quyền Bộ trưởng                                                                                           | Đảng Xã hội Nhật Bản                                 |
| 67                                                                                            | Ashida Hitoshi     |                                                            | Nội các Katayama                                                                               | 1 tháng 6 năm 1947 ※Kiêm nhiệm cùng chức Phó Thủ tướng                                                                         | Đảng Dân chủ                                         |
| 68                                                                                            | Ashida Hitoshi     | Nội các Ashida                                             | 10 tháng 3 năm 1948 ※Kiêm nhiệm cùng chức Thủ tướng                                            | | Đảng Dân chủ                                         |
| 69                                                                                            | Yoshida Shigeru    |                                                            | Nội các Yoshida lần 2                                                                          | 15 tháng 10 năm 1948 ※Quyền Bộ trưởng                                                                                          | Đảng Tự do Nhật Bản                                  |
| 70                                                                                            | Yoshida Shigeru    | 19 tháng 10 năm 1948 ※Kiêm nhiệm cùng chức Thủ tướng       | Nội các Yoshida lần 2                                                                          | | Đảng Tự do Nhật Bản                                  |
| 71                                                                                            | Yoshida Shigeru    | Nội các Yoshida lần 3                                      | 16 tháng 2 năm 1949 ※Kiêm nhiệm cùng chức Thủ tướng                                            | | Đảng Tự do Nhật Bản                                  |
| Bộ trưởng Bộ Ngoại giao (Luật Thành lập Bộ Ngoại giao (Luật số 135 năm 1945))                 |                    |                                                            |                                                                                                | |                                                      |
| TT                                                                                            | Bộ trưởng          | Bộ trưởng                                                  | Nội các                                                                                        | Nhiệm kỳ | Đảng                                                 |
| 71                                                                                            | Yoshida Shigeru    |                                                            | Nội các Yoshida lần 3 - Cải tổ lần 1                                                           | 28 tháng 6 năm 1950 ※Kiêm nhiệm cùng chức Thủ tướng                                                                            | Đảng Tự do                                           |
| 71                                                                                            | Yoshida Shigeru    | Nội các Yoshida lần 3 - Cải tổ lần 3                       | 4 tháng 7 năm 1951 ※Kiêm nhiệm cùng chức Thủ tướng                                             | | Đảng Tự do                                           |
| Bộ trưởng Bộ Ngoại giao (Luật Thành lập Bộ Ngoại giao (Đạo luật số 283 năm 1951))             |                    |                                                            |                                                                                                | |                                                      |
| TT                                                                                            | Bộ trưởng          | Bộ trưởng                                                  | Nội các                                                                                        | Nhiệm kỳ | Đảng                                                 |
| 71                                                                                            | Yoshida Shigeru    |                                                            | Nội các Yoshida lần 3 - Cải tổ lần 3                                                           | 26 tháng 12 năm 1951 ※Kiêm nhiệm cùng chức Thủ tướng                                                                           | Đảng Tự do                                           |
| 72                                                                                            | Okazaki Katsuo     |                                                            | Nội các Yoshida lần 3 - Cải tổ lần 3                                                           | 30 tháng 4 năm 1952 | Đảng Tự do                                           |
| 73                                                                                            | Okazaki Katsuo     | Nội các Yoshida lần 4                                      | 30 tháng 10 năm 1952                                                                           | | Đảng Tự do                                           |
| 74                                                                                            | Okazaki Katsuo     | Nội các Yoshida lần 5                                      | 21 tháng 5 năm 1953                                                                            | | Đảng Tự do                                           |
| 75                                                                                            | Shigemitsu Mamoru  |                                                            | Nội các Hatoyama Ichiō lần 1                                                                   | 10 tháng 12 năm 1954 ※Kiêm nhiệm cùng chức Phó Thủ tướng                                                                       | Đảng Dân chủ Nhật                                    |
| 76                                                                                            | Shigemitsu Mamoru  | Nội các Hatoyama Ichiō lần 2                               | 19 tháng 3 năm 1955 ※Kiêm nhiệm cùng chức Phó Thủ tướng                                        | Đảng Tự do Nhật Bản →Đảng Dân chủ Tự do                                                                                        |                                                      |
| 77                                                                                            | Shigemitsu Mamoru  | Nội các Hatoyama Ichiō lần 3                               | 22 tháng 11 năm 1955 ※Kiêm nhiệm cùng chức Phó Thủ tướng                                       | Đảng Dân chủ Tự do |                                                      |
| 78                                                                                            | Ishibashi Tanzan   |                                                            | Nội các Ishibashi                                                                              | Đảng Dân chủ Tự do | 23 tháng 12 năm 1956 ※Kiêm nhiệm cùng chức Thủ tướng |
| 79                                                                                            | Kishi Nobusuke     |                                                            | Nội các Ishibashi                                                                              | Đảng Dân chủ Tự do | 23 tháng 12 năm 1956                                 |
| 80                                                                                            | Kishi Nobusuke     | Nội các Kishi lần 1                                        | 25 tháng 2 năm 1957 ※Kiêm nhiệm cùng chức Thủ tướng                                            | Đảng Dân chủ Tự do |                                                      |
| 81                                                                                            | Fujiyama Aichirō   |                                                            | Nội các Kishi lần 1 - Cải tổ                                                                   | Đảng Dân chủ Tự do | 10 tháng 7 năm 1957                                  |
| 82                                                                                            | Fujiyama Aichirō   | Nội các Kishi lần 2                                        | 12 tháng 6 năm 1958                                                                            | Đảng Dân chủ Tự do |                                                      |
| 82                                                                                            | Fujiyama Aichirō   | Nội các Kishi lần 2 - Cải tổ                               | 18 tháng 6 năm 1959                                                                            | Đảng Dân chủ Tự do |                                                      |
| 83                                                                                            | Kosaka Zentarō     |                                                            | Nội các Ikeda lần 1                                                                            | Đảng Dân chủ Tự do | 19 tháng 7 năm 1960                                  |
| 84                                                                                            | Kosaka Zentarō     | Nội các Ikeda lần 2                                        | 8 tháng 12 năm 1960                                                                            | Đảng Dân chủ Tự do |                                                      |
| 84                                                                                            | Kosaka Zentarō     | Nội các Ikeda lần 2 - Cải tổ lần 1                         | 18 tháng 7 năm 1961                                                                            | Đảng Dân chủ Tự do |                                                      |
| 85                                                                                            | Ōhira Masayoshi    |                                                            | Nội các Ikeda lần 2 - Cải tổ lần 2                                                             | Đảng Dân chủ Tự do | 18 tháng 7 năm 1962                                  |
| 85                                                                                            | Ōhira Masayoshi    | Nội các Ikeda lần 2 - Cải tổ lần 3                         | 18 tháng 7 năm 1963                                                                            | Đảng Dân chủ Tự do |                                                      |
| 86                                                                                            | Ōhira Masayoshi    | Nội các Ikeda lần 3                                        | 9 tháng 12 năm 1963                                                                            | Đảng Dân chủ Tự do |                                                      |
| 87                                                                                            | Shīna Etsusaburō   |                                                            | Nội các Ikeda lần 3 - Cải tổ                                                                   | Đảng Dân chủ Tự do | 18 tháng 7 năm 1964                                  |
| 88                                                                                            | Shīna Etsusaburō   | Nội các Satō lần 1                                         | 9 tháng 11 năm 1964                                                                            | Đảng Dân chủ Tự do |                                                      |
| 88                                                                                            | Shīna Etsusaburō   | Nội các Satō lần 1 - Cải tổ lần 1                          | 3 tháng 6 năm 1965                                                                             | Đảng Dân chủ Tự do |                                                      |
| 88                                                                                            | Shīna Etsusaburō   | Nội các Satō lần 1 - Cải tổ lần 2                          | 1 tháng 8 năm 1966                                                                             | Đảng Dân chủ Tự do |                                                      |
| 89                                                                                            | Miki Takeo         |                                                            | Nội các Satō lần 1 - Cải tổ lần 3                                                              | Đảng Dân chủ Tự do | 3 tháng 12 năm 1966                                  |
| 90                                                                                            | Miki Takeo         | Nội các Satō lần 2                                         | 17 tháng 2 năm 1967                                                                            | Đảng Dân chủ Tự do |                                                      |
| 90                                                                                            | Miki Takeo         | Nội các Satō lần 2 - Cải tổ lần 1                          | 25 tháng 11 năm 1967                                                                           | Đảng Dân chủ Tự do |                                                      |
| 91                                                                                            | Satō Eisaku        | Nội các Satō lần 2 - Cải tổ lần 1                          |                                                                                                | Đảng Dân chủ Tự do | 29 tháng 10 năm 1968 ※Kiêm nhiệm cùng chức Thủ tướng |
| 92                                                                                            | Aichi Kiichi       |                                                            | Nội các Satō lần 2 - Cải tổ lần 2                                                              | Đảng Dân chủ Tự do | 30 tháng 11 năm 1968                                 |
| 93                                                                                            | Aichi Kiichi       | Nội các Satō lần 3                                         | 14 tháng 1 năm 1970                                                                            | Đảng Dân chủ Tự do |                                                      |
| 94                                                                                            | Fukuda Takeo       |                                                            | Nội các Satō lần 3 - Cải tổ                                                                    | Đảng Dân chủ Tự do | 9 tháng 7 năm 1971                                   |
| 95                                                                                            | Ōhira Masayoshi    |                                                            | Nội các Tanaka Kakuei lần 1                                                                    | Đảng Dân chủ Tự do | 7 tháng 7 năm 1972                                   |
| 96                                                                                            | Ōhira Masayoshi    | Nội các Tanaka Kakuei lần 2                                | 22 tháng 12 năm 1972                                                                           | Đảng Dân chủ Tự do |                                                      |
| 96                                                                                            | Ōhira Masayoshi    | Nội các Tanaka Kakuei lần 2 - Cải tổ lần 1                 | 25 tháng 11 năm 1973                                                                           | Đảng Dân chủ Tự do |                                                      |
| 97                                                                                            | Kimura Toshio      | Nội các Tanaka Kakuei lần 2 - Cải tổ lần 1                 |                                                                                                | Đảng Dân chủ Tự do | 16 tháng 7 năm 1974                                  |
| 97                                                                                            | Kimura Toshio      | Nội các Tanaka Kakuei lần 2 - Cải tổ lần 2                 | 11 tháng 11 năm 1974                                                                           | Đảng Dân chủ Tự do |                                                      |
| 98                                                                                            | Miyazawa Kiichi    |                                                            | Nội các Miki                                                                                   | Đảng Dân chủ Tự do | 9 tháng 12 năm 1974                                  |
| 99                                                                                            | Kosaka Zentarō     |                                                            | Nội các Miki - Cải tổ                                                                          | Đảng Dân chủ Tự do | 15 tháng 9 năm 1976                                  |
| 100                                                                                           | Hatoyama Iichirō   |                                                            | Nội các Fukuda Takeo                                                                           | Đảng Dân chủ Tự do | 24 tháng 12 năm 1976                                 |
| 101                                                                                           | Sonoda Sunao       |                                                            | Nội các Fukuda Takeo - Cải tổ                                                                  | Đảng Dân chủ Tự do | 28 tháng 11 năm 1977                                 |
| 102                                                                                           | Sonoda Sunao       | Nội các Ōhira lần 1                                        | 7 tháng 12 năm 1978                                                                            | Đảng Dân chủ Tự do |                                                      |
| 103                                                                                           | Ōkita Saburō       |                                                            | Nội các Ōhira lần 2                                                                            | 8 tháng 11 năm 1979 | Độc lập                                              |
| 104                                                                                           | Itō Masayoshi      |                                                            | Nội các Suzuki Zenkō                                                                           | 17 tháng 7 năm 1980 | Đảng Dân chủ Tự do                                   |
| 105                                                                                           | Sonoda Sunao       |                                                            | Nội các Suzuki Zenkō                                                                           | 18 tháng 5 năm 1981 | Đảng Dân chủ Tự do                                   |
| 106                                                                                           | Sakurauchi Yoshio  |                                                            | Nội các Suzuki Zenkō - Cải tổ                                                                  | 30 tháng 11 năm 1981 | Đảng Dân chủ Tự do                                   |
| 107                                                                                           | Abe Shintarō       |                                                            | Nội các Nakasone lần 1                                                                         | 27 tháng 11 năm 1982 | Đảng Dân chủ Tự do                                   |
| 108                                                                                           | Abe Shintarō       | Nội các Nakasone lần 2                                     | 27 tháng 12 năm 1983                                                                           | | Đảng Dân chủ Tự do                                   |
| 108                                                                                           | Abe Shintarō       | Nội các Nakasone lần 2 - Cải tổ lần 1                      | 1 tháng 11 năm 1984                                                                            | | Đảng Dân chủ Tự do                                   |
| 108                                                                                           | Abe Shintarō       | Nội các Nakasone lần 2 - Cải tổ lần 2                      | 28 tháng 12 năm 1985                                                                           | | Đảng Dân chủ Tự do                                   |
| 109                                                                                           | Kuranari Tadashi   |                                                            | Nội các Nakasone lần 3                                                                         | 22 tháng 7 năm 1986 | Đảng Dân chủ Tự do                                   |
| 110                                                                                           | Uno Sōsuke         |                                                            | Nội các Takeshita                                                                              | 6 tháng 11 năm 1987 | Đảng Dân chủ Tự do                                   |
| 110                                                                                           | Uno Sōsuke         | Nội các Takeshita - Cải tổ                                 | 27 tháng 12 năm 1988                                                                           | | Đảng Dân chủ Tự do                                   |
| 111                                                                                           | Mitsuzuka Hiroshi  |                                                            | Nội các Uno                                                                                    | 3 tháng 6 năm 1989 | Đảng Dân chủ Tự do                                   |
| 112                                                                                           | Nakayama Tarō      |                                                            | Nội các Kaifu lần 1                                                                            | 10 tháng 8 năm 1989 | Đảng Dân chủ Tự do                                   |
| 113                                                                                           | Nakayama Tarō      | Nội các Kaifu lần 2                                        | 28 tháng 2 năm 1990                                                                            | | Đảng Dân chủ Tự do                                   |
| 113                                                                                           | Nakayama Tarō      | Nội các Kaifu lần 2 - Cải tổ                               | 29 tháng 12 năm 1990                                                                           | | Đảng Dân chủ Tự do                                   |
| 114                                                                                           | Watanabe Michio    |                                                            | Nội các Miyazawa                                                                               | 5 tháng 11 năm 1991 ※Kiêm nhiệm cùng chức Phó Thủ tướng                                                                        | Đảng Dân chủ Tự do                                   |
| 114                                                                                           | Watanabe Michio    | Nội các Miyazawa - Cải tổ                                  | 12 tháng 12 năm 1992 ※Kiêm nhiệm cùng chức Phó Thủ tướng                                       | | Đảng Dân chủ Tự do                                   |
| 115                                                                                           | Mutō Kabun         | Nội các Miyazawa - Cải tổ                                  |                                                                                                | 7 tháng 4 năm 1993 | Đảng Dân chủ Tự do                                   |
| 116                                                                                           | Hata Tsutomu       |                                                            | Nội các Hosokawa                                                                               | 9 tháng 8 năm 1993 ※Kiêm nhiệm cùng chức Phó Thủ tướng                                                                         | Đảng Đổi mới                                         |
| 116                                                                                           | Hata Tsutomu       | Nội các Hata                                               | 28 tháng 4 năm 1994 ※Kiêm nhiệm cùng chức Thủ tướng                                            | | Đảng Đổi mới                                         |
| 117                                                                                           | Kakizawa Koji      | Nội các Hata                                               |                                                                                                | 28 tháng 4 năm 1994 | Đảng Tự do                                           |
| 118                                                                                           | Kōno Yōhei         |                                                            | Nội các Murayama                                                                               | 30 tháng 6 năm 1994 ※Kiêm nhiệm cùng chức Phó Thủ tướng                                                                        | Đảng Dân chủ Tự do                                   |
| 118                                                                                           | Kōno Yōhei         | Nội các Murayama - Cải tổ                                  | 8 tháng 8 năm 1995 ※Kiêm nhiệm cùng chức Phó Thủ tướng                                         | | Đảng Dân chủ Tự do                                   |
| 119                                                                                           | Ikeda Yukihiko     |                                                            | Nội các Hashimoto lần 1                                                                        | 11 tháng 1 năm 1996 | Đảng Dân chủ Tự do                                   |
| 120                                                                                           | Ikeda Yukihiko     | Nội các Hashimoto lần 2                                    | 7 tháng 11 năm 1996                                                                            | | Đảng Dân chủ Tự do                                   |
| 121                                                                                           | Obuchi Keizō       |                                                            | Nội các Hashimoto lần 2 - Cải tổ                                                               | 11 tháng 9 năm 1997 | Đảng Dân chủ Tự do                                   |
| 122                                                                                           | Kōmura Masahiko    |                                                            | Nội các Obuchi                                                                                 | 30 tháng 7 năm 1998 | Đảng Dân chủ Tự do                                   |
| 122                                                                                           | Kōmura Masahiko    | Nội các Obuchi - Cải tổ lần 1                              | 14 tháng 1 năm 1999                                                                            | | Đảng Dân chủ Tự do                                   |
| 123                                                                                           | Kōno Yōhei         |                                                            | Nội các Obuchi - Cải tổ lần 2                                                                  | 5 tháng 10 năm 1999 | Đảng Dân chủ Tự do                                   |
| 124                                                                                           | Kōno Yōhei         | Nội các Mori lần 1                                         | 5 tháng 4 năm 2000                                                                             | | Đảng Dân chủ Tự do                                   |
| 125                                                                                           | Kōno Yōhei         | Nội các Mori lần 2                                         | 4 tháng 7 năm 2000                                                                             | | Đảng Dân chủ Tự do                                   |
| 125                                                                                           | Kōno Yōhei         | Nội các Mori lần 2 - Cải tổ (trước khi tổ chức lại các bộ) | 5 tháng 12 năm 2000                                                                            | | Đảng Dân chủ Tự do                                   |
| Bộ trưởng Bộ Ngoại giao (Luật Thành lập Bộ Ngoại giao (Luật số 94, ngày 16 tháng 7 năm 1999)) |                    |                                                            |                                                                                                | |                                                      |
| TT                                                                                            | Bộ trưởng          | Bộ trưởng                                                  | Nội các                                                                                        | Nhiệm kỳ | Đảng                                                 |
| 125                                                                                           | Kōno Yōhei         |                                                            | Nội các Mori lần 2 - Cải tổ (sau khi tổ chức lại các bộ)                                       | 6 tháng 1 năm 2001 | Đảng Dân chủ Tự do                                   |
| 126                                                                                           | Tanaka Makiko      |                                                            | Nội các Koizumi lần 1                                                                          | 26 tháng 4 năm 2001 | Đảng Dân chủ Tự do                                   |
| 127                                                                                           | Koizumi Junichirō  |                                                            | Nội các Koizumi lần 1                                                                          | 30 tháng 1 năm 2002 ※Kiêm nhiệm cùng chức Thủ tướng                                                                            | Đảng Dân chủ Tự do                                   |
| 128                                                                                           | Kawaguchi Yoriko   |                                                            | Nội các Koizumi lần 1                                                                          | 1 tháng 2 năm 2002 | Độc lập                                              |
| 128                                                                                           | Kawaguchi Yoriko   | Nội các Koizumi lần 1 - Cải tổ lần 1                       | 30 tháng 9 năm 2002                                                                            | | Độc lập                                              |
| 128                                                                                           | Kawaguchi Yoriko   | Nội các Koizumi lần 1 - Cải tổ lần 2                       | 22 tháng 9 năm 2003                                                                            | | Độc lập                                              |
| 129                                                                                           | Kawaguchi Yoriko   | Nội các Koizumi lần 2                                      | 19 tháng 11 năm 2003                                                                           | | Độc lập                                              |
| 130                                                                                           | Machimura Nobutaka |                                                            | Nội các Koizumi lần 2 - Cải tổ                                                                 | 27 tháng 9 năm 2004 | Đảng Dân chủ Tự do                                   |
| 131                                                                                           | Machimura Nobutaka | Nội các Koizumi lần 3                                      | 21 tháng 9 năm 2005                                                                            | | Đảng Dân chủ Tự do                                   |
| 132                                                                                           | Asō Tarō           |                                                            | Nội các Koizumi lần 3 - Cải tổ                                                                 | 31 tháng 10 năm 2005 | Đảng Dân chủ Tự do                                   |
| 133                                                                                           | Asō Tarō           | Nội các Abe lần 1                                          | 26 tháng 9 năm 2006                                                                            | | Đảng Dân chủ Tự do                                   |
| 134                                                                                           | Machimura Nobutaka |                                                            | Nội các Abe lần 1 - Cải tổ                                                                     | 27 tháng 8 năm 2007 | Đảng Dân chủ Tự do                                   |
| 135                                                                                           | Kōmura Masahiko    |                                                            | Nội các Fukuda Yasuo                                                                           | 26 tháng 9 năm 2007 | Đảng Dân chủ Tự do                                   |
| 135                                                                                           | Kōmura Masahiko    | Nội các Fukuda Yasuo Cải tổ                                | 2 tháng 8 năm 2008                                                                             | | Đảng Dân chủ Tự do                                   |
| 136                                                                                           | Nakasone Hirofumi  |                                                            | Nội các Asō                                                                                    | 24 tháng 9 năm 2008 | Đảng Dân chủ Tự do                                   |
| 137                                                                                           | Okada Katsuya      |                                                            | Nội các Hatoyama Yukio                                                                         | 16 tháng 9 năm 2009 | Đảng Dân chủ                                         |
| 138                                                                                           | Okada Katsuya      | Nội các Kan                                                | 8 tháng 6 năm 2010                                                                             | | Đảng Dân chủ                                         |
| 139                                                                                           | Maehara Seiji      |                                                            | Nội các Kan - Cải tổ lần 1                                                                     | 17 tháng 9 năm 2010 | Đảng Dân chủ                                         |
| 139                                                                                           | Maehara Seiji      | Nội các Kan - Cải tổ lần 2                                 | 14 tháng 1 năm 2011                                                                            | | Đảng Dân chủ                                         |
| 140                                                                                           | Edano Yukio        | Nội các Kan - Cải tổ lần 2                                 |                                                                                                | 7 tháng 3 năm 2011 ※Quyền Bộ trưởng ※Kiêm nhiệm cùng chức Chánh Văn phòng Nội các                                              | Đảng Dân chủ                                         |
| 141                                                                                           | Matsumoto Takeaki  | Nội các Kan - Cải tổ lần 2                                 |                                                                                                | 9 tháng 3 năm 2011 | Đảng Dân chủ                                         |
| 142                                                                                           | Genba Kōichirō     |                                                            | Nội các Noda                                                                                   | 2 tháng 9 năm 2011 | Đảng Dân chủ                                         |
| 142                                                                                           | Genba Kōichirō     | Nội các Noda - Cải tổ lần 1                                | 13 tháng 1 năm 2012                                                                            | | Đảng Dân chủ                                         |
| 142                                                                                           | Genba Kōichirō     | Nội các Noda - Cải tổ lần 2                                | 4 tháng 6 năm 2012                                                                             | | Đảng Dân chủ                                         |
| 142                                                                                           | Genba Kōichirō     | Nội các Noda - Cải tổ lần 3                                | 1 tháng 10 năm 2012                                                                            | | Đảng Dân chủ                                         |
| 143                                                                                           | Kishida Fumio      |                                                            | Nội các Abe lần 2                                                                              | 26 tháng 12 năm 2012 | Đảng Dân chủ Tự do                                   |
| 143                                                                                           | Kishida Fumio      | Nội các Abe lần 2 - Cải tổ                                 | 3 tháng 9 năm 2014                                                                             | | Đảng Dân chủ Tự do                                   |
| 144                                                                                           | Kishida Fumio      | Nội các Abe lần 3                                          | 24 tháng 12 năm 2014                                                                           | | Đảng Dân chủ Tự do                                   |
| 144                                                                                           | Kishida Fumio      | Nội các Abe lần 3 - Cải tổ lần 1                           | 7 tháng 10 năm 2015                                                                            | | Đảng Dân chủ Tự do                                   |
| 144                                                                                           | Kishida Fumio      | Nội các Abe lần 3 - Cải tổ lần 2                           | 3 tháng 8 năm 2016 ※Kiêm nhiệm cùng chức Bộ trưởng Quốc phòng (từ ngày 28 tháng 7 năm 2017- ） | | Đảng Dân chủ Tự do                                   |
| 145                                                                                           | Kōno Tarō          |                                                            | Nội các Abe lần 3 - Cải tổ lần 3                                                               | 3 tháng 8 năm 2017 | Đảng Dân chủ Tự do                                   |
| 146                                                                                           | Kōno Tarō          | Nội các Abe lần 4                                          | 1 tháng 11 năm 2017                                                                            | | Đảng Dân chủ Tự do                                   |
| 146                                                                                           | Kōno Tarō          | Nội các Abe lần 4 - Cải tổ lần 1                           | 2 tháng 10 năm 2018                                                                            | | Đảng Dân chủ Tự do                                   |
| 147                                                                                           | Motegi Toshimitsu  |                                                            | Nội các Abe lần 4 - Cải tổ lần 2                                                               | 11 tháng 9 năm 2019 | Đảng Dân chủ Tự do                                   |
| 148                                                                                           | Motegi Toshimitsu  | Nội các Suga                                               | 16 tháng 9 năm 2020                                                                            | | Đảng Dân chủ Tự do                                   |
| 149                                                                                           | Motegi Toshimitsu  | Nội các Kishida lần 1                                      | 4 tháng 10 năm 2021                                                                            | | Đảng Dân chủ Tự do                                   |
| 150                                                                                           | Kishida Fumio      | Nội các Kishida lần 1                                      |                                                                                                | 4 tháng 11 năm 2021 ※Kiêm nhiệm cùng chức Thủ tướng                                                                            | Đảng Dân chủ Tự do                                   |
| 151                                                                                           | Hayashi Yoshimasa  |                                                            | Nội các Kishida lần 2                                                                          | 10 tháng 11 năm 2021 | Đảng Dân chủ Tự do                                   |
| 151                                                                                           | Hayashi Yoshimasa  | Nội các Kishida lần 2 - Cải tổ lần 1                       | 10 tháng 8 năm 2022                                                                            | | Đảng Dân chủ Tự do                                   |
| 152                                                                                           | Kamikawa Yōko      |                                                            | Nội các Kishida lần 2 - Cải tổ lần 2                                                           | 13 tháng 9 năm 2023 | Đảng Dân chủ Tự do                                   |
| 153                                                                                           | Iwaya Takeshi      |                                                            | Nội các Ishiba lần 1                                                                           | 1 tháng 10 năm 2024 | Đảng Dân chủ Tự do                                   |
| 154                                                                                           | Iwaya Takeshi      | Nội các Ishiba lần 2                                       | 11 tháng 11 năm 2024                                                                           | | Đảng Dân chủ Tự do                                   |